# Detective Willy
Detective Willy es una comedia de aventuras de 2015 dirigida por José María Cabral. Cuenta con las actuaciones de Fausto Mata, Denise Quiñones, Anthony Álvarez, Crystal Jiménez, Héctor Aníbal, Kenny Grullón, Manuel Chapuseaux, Christian Álvarez, Josue Guerrero, Patricia Ascuasiati y otros.
La película se estrenó en República Dominicana y Puerto Rico el 25 de junio de ese mismo año.

## Sinopsis
Willy Echevarría (Fausto Mata) es policía en un pequeño pueblo de República Dominicana. Anhela ser como los protagonistas del cine negro clásico. Después de ser despedido en una operación fallida con su compañero, el "policía malo" Bruce García (Anthony Álvarez), Willy tiene la oportunidad de recuperar su carrera al encontrar un objeto histórico que desapareció misteriosamente de un museo nacional.

## Reparto
- Fausto Mata como Willy Echevarría
- Denise Quiñones como Ela Rayuela
- Anthony Álvarez como Bruce García
- Crystal Jiménez Vicens como Jael Díaz
- Héctor Aníbal
- Kenny Grullón
- Manuel Chapuseaux
- Cristian Álvarez
- Patricia Ascuasati
- Josue Guerrero
- Endry Sckley